# Svatí Viktor a Korona
Svatí Viktor a Korona také Viktor z Damašku a Stefanie (? n. l., pravděpodobně 170 n. l. Damašek nebo Antiochie) byli syrští křesťanští mučedníci neznámého data narození, umučení pro víru. Jsou uctívání v římskokatolické, řecké ortodoxní, koptské a pravoslavné církvi.

## Legenda

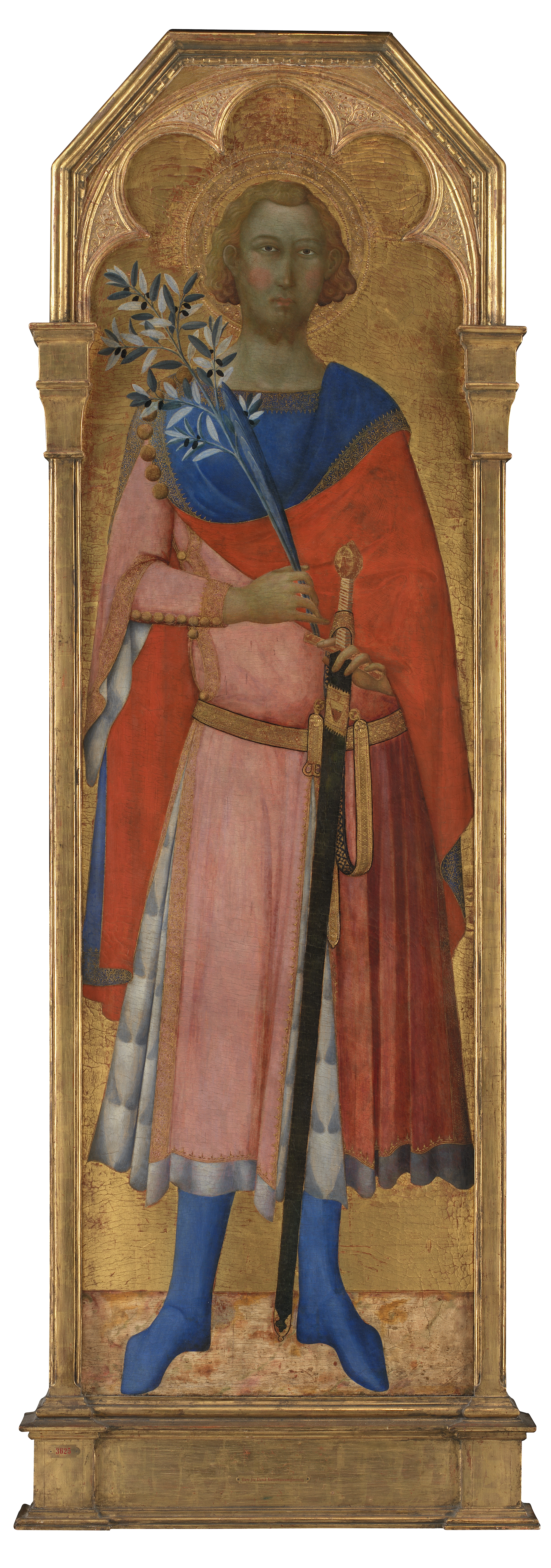
Sv. Viktor

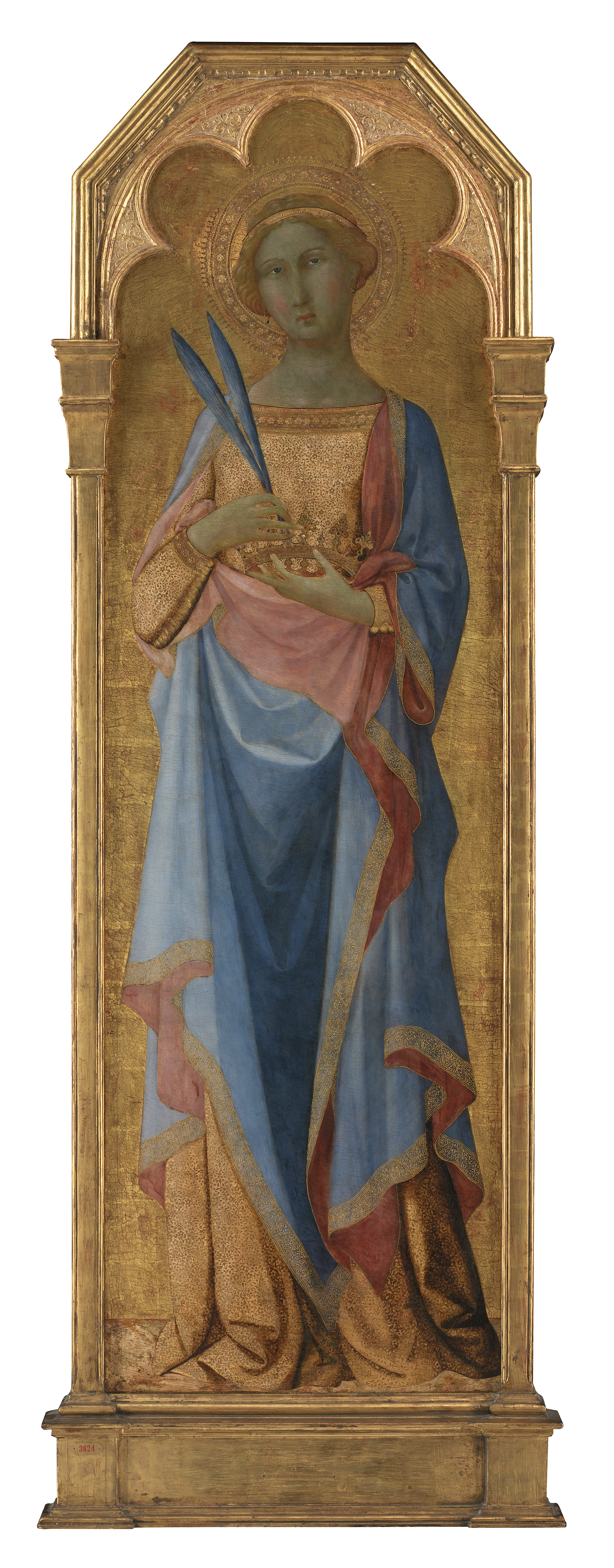
Sv. Korona

Viktor byl římský voják, snad italského původu, podle některých zdrojů pocházel ze Sieny. Sloužil v římské provincii Sýrii ve městě Damašek za vlády císaře Antonia Pia nebo Marca Aurelia. Byl římskými vojáky mučen, a to i tak že mu vyřízli oči. Stalo se tak pravděpodobně za vlády římského císaře Marca Aurelia roku 160 nebo 170 našeho letopočtu, podle jiných pramenů až za císaře Antonia roku 177. Zatímco Viktor trpěl, šestnáctiletá manželka jiného vojáka, jménem Korona (z latinského Corona, česky Koruna) nebo Stefanie (z řeckého στέφᾰνος, česky Štěpánka) ho utěšovala a povzbuzovala. Za to byla zatčena a vyslýchána. Podle legendy Passio Coronae, která je považována převážně za fiktivní text, byla Korona přivázána za paže mezi dva ohnuté kmeny palem a po jejich uvolnění roztržena. Jiné legendy spojují Viktora a Koronu jako manželský pár a jejich mučednickou smrt lokalizují do Antiochie nebo dokonce na Sicílii. Nejstarší písemný a obrazový pramen představuje byzantské Menologium Basilea II. z doby kolem roku 1000; v něm oba mučedníci figurují společně se sv. Menasem z Etiopie a sv. Vincencem.

## Úcta
Společná památka obou světců připadá v římskokatolickém martyrologiu na 24. listopad, v řeckém ortodoxním a pravoslavném kalendáři na 11. listopad. Svátek se slaví 14. května. 
Patrocinia
- Patroni města Feltre v severní Itálii, na úbočí hory Miesna, kde jejich románský kostel Chiesa di SS. Vittore e Corona'[3] s klášterem v letech 1096–1101 dali postavit křižáci po návratu z první křížové výpravy.
- Císař Karel IV. jejich památku uctil v Anzu v květnu roku 1355, kdy si od bellunského biskupa vyžádall jejich relikvie[4], které téhož roku 1355 daroval katedrále sv. Víta na Pražském hradě.[5]. Lebku sv. Viktora dal vsadit do stříbrné zlacené busty, stejně jako Viktorovu ramenní kost. Relikvie v relikviářích byly odvezeny roku 1420 před husity na hrad Karlštejn[6], kde byly relikviáře rozlámány na výplatu žoldu vojsku císaře Zikmunda. Relikvie se v 17. století vrátily do katedrály a dosud se dochovaly.
- Řím: ostatky přinesl a kult v kostele sv. Filipa Neri oratoriánů založil kardinál Caraffa v první třetině 17. století.
- Spolupatroni několika italských měst: Siena, Otricoli, Castelfidardo, Rivalta di Torino, Castelminio di Resana, Canepina, Monte Romano, Vallerano a diecéze Belluno-Feltre [7].
- Patří ke skupině patronů německého města Cáchy, Koroniny relikvie tam kolem roku 1000 přinesl římský císař Ota III. a uložil je v pokladu münsteru.
- V Bavorsku jsou relikvie uctívány např. v Sammarei.
- Korona byla a je uctívána zejména v Rakousku, mj. jako patronka loterie[8] a ve východním Bavorsku. Ve smyslu svého jména byla v rituálech pověr vzývána hazardními hráči a lovci pokladů, aby jim přinesla peníze. Teprve v souvislosti s pandemií covidu-19 ji agentura Reuters v únoru 2020 označila za patronku epidemií s ujištěním, že po ústupu pandemie budou její relikvie zpřístupněny věřícím.[9] Německý novinář Rudolf Gehrig však nenašel žádné historické prameny, které by dokládaly úctu ke sv. Koroně jako ochránkyni před epidemiemi.[10][11]
- Spolupatronka sedmihradského města Kluž (Koloszvár).

## Památky
- Miniatura mučednictví svatých Viktora a Korony, Kniha hodinek, Francie (Paříž), kolem 1480
- Socha sv. Korony mezi palmami, Kostel sv. Korony ve Wechselu, Rakousko
- Sv. Viktor a sv. Korona na obraze Madony, Mistr Palazzo Venezia, Dánské státní muzeum umění Kodaň
- Oltářní retabulum, 1. polovina 18. století, poutní kostel v Sammarei, Bavorsko

## Galerie

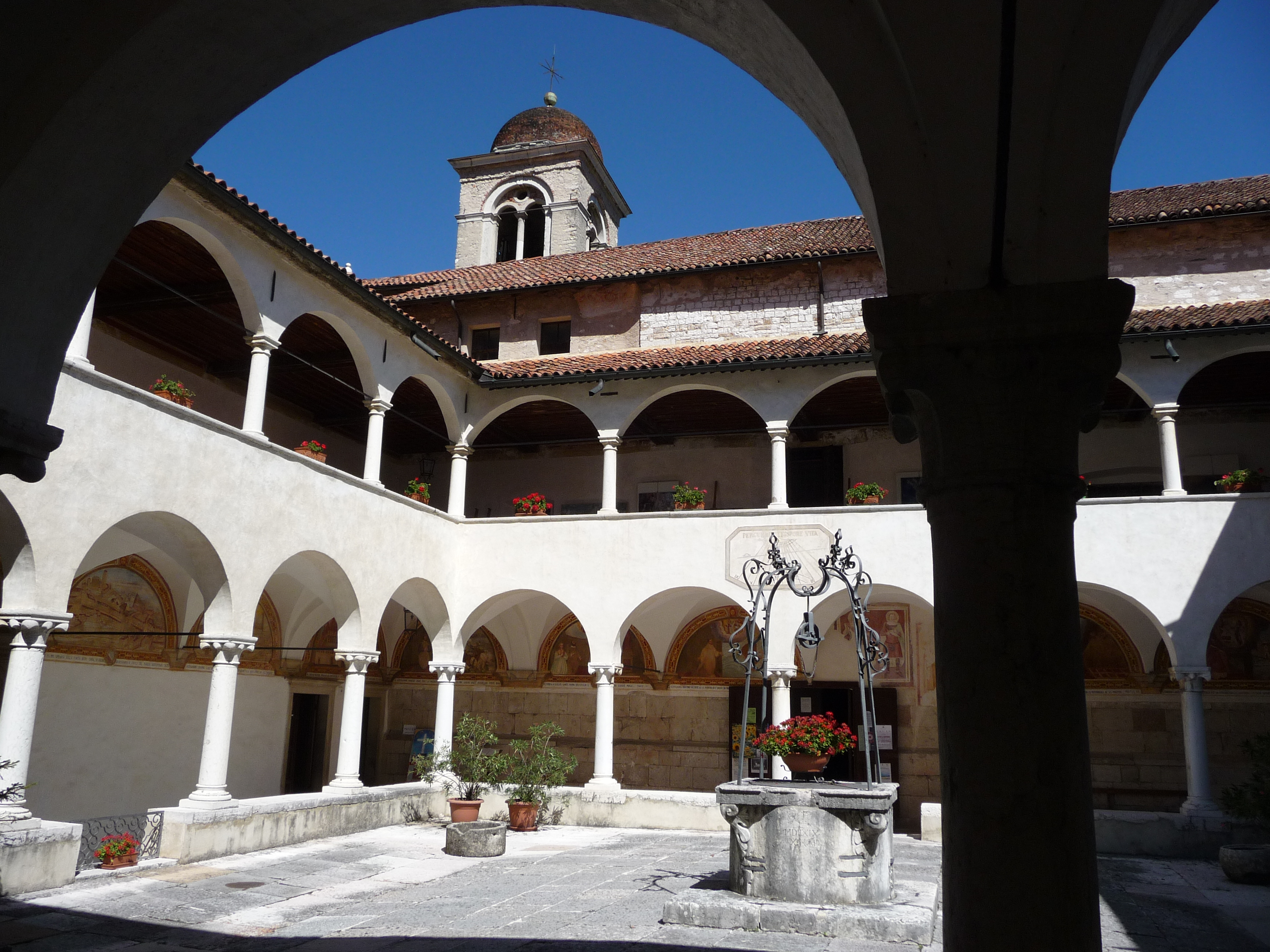
Ambit baziliky Sv. Viktora a Korony v Anzu u Feltry
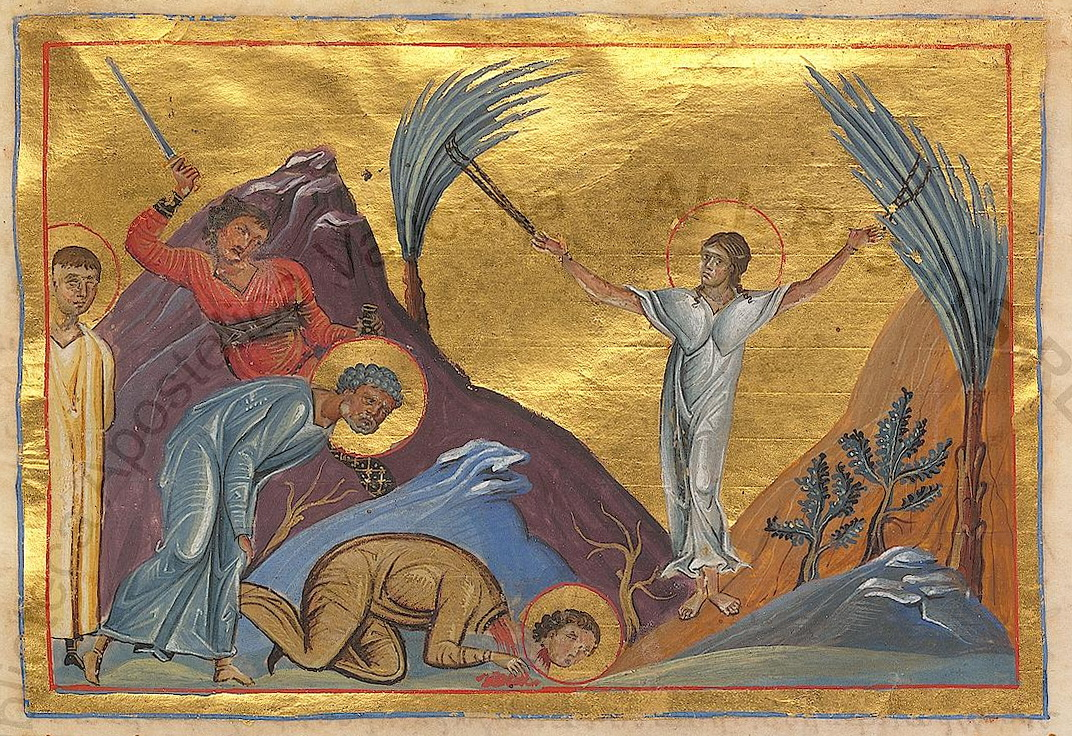
Menas, ViKtor, Vincenc, Korona; Basileovo Menologium
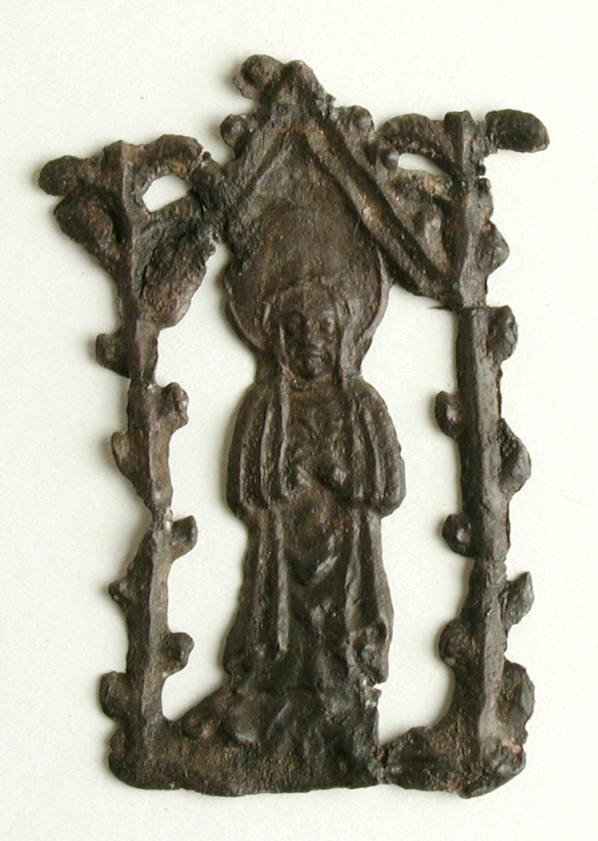
Poutní odznak sv. Korony, cín
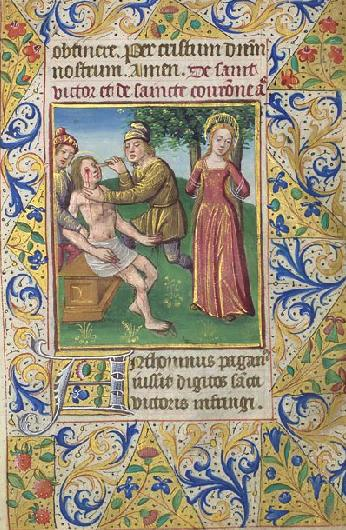
Mučednictví sv. Viktora a žal sv. Korony, Paříž kolem 1480
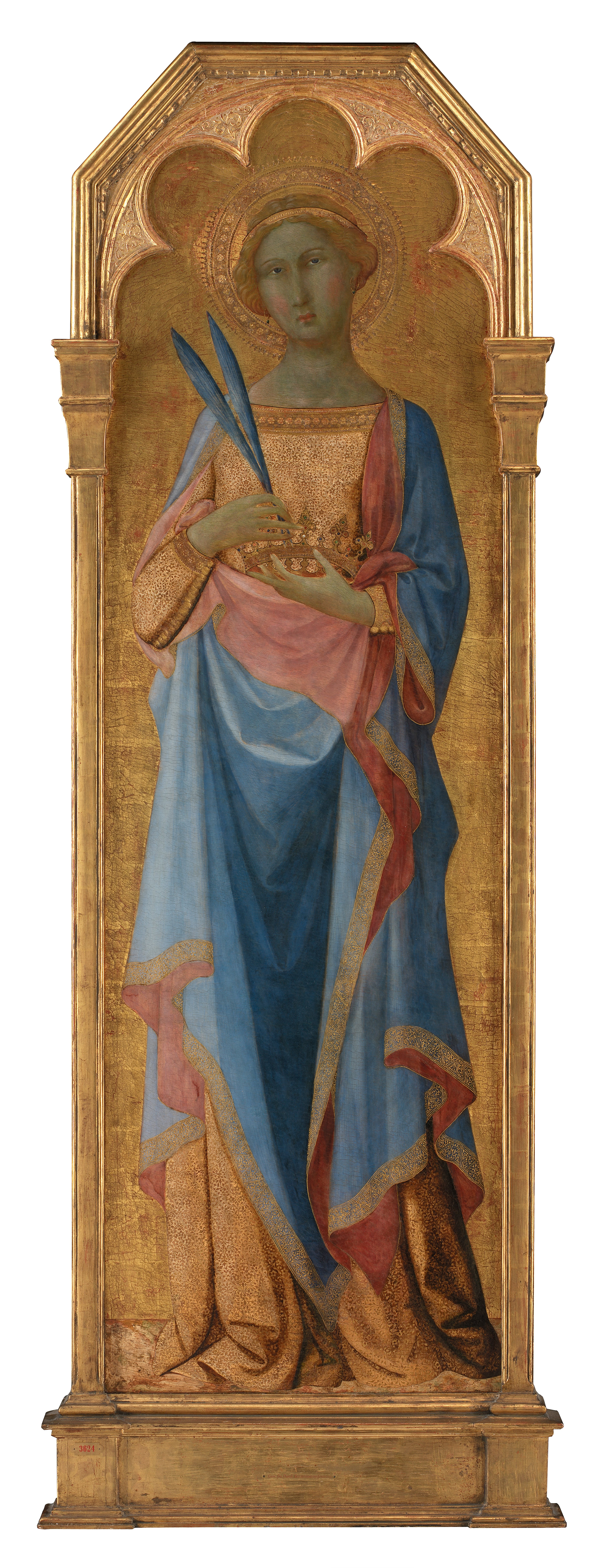
Mistr Palazzo Venezia, sv. Korona
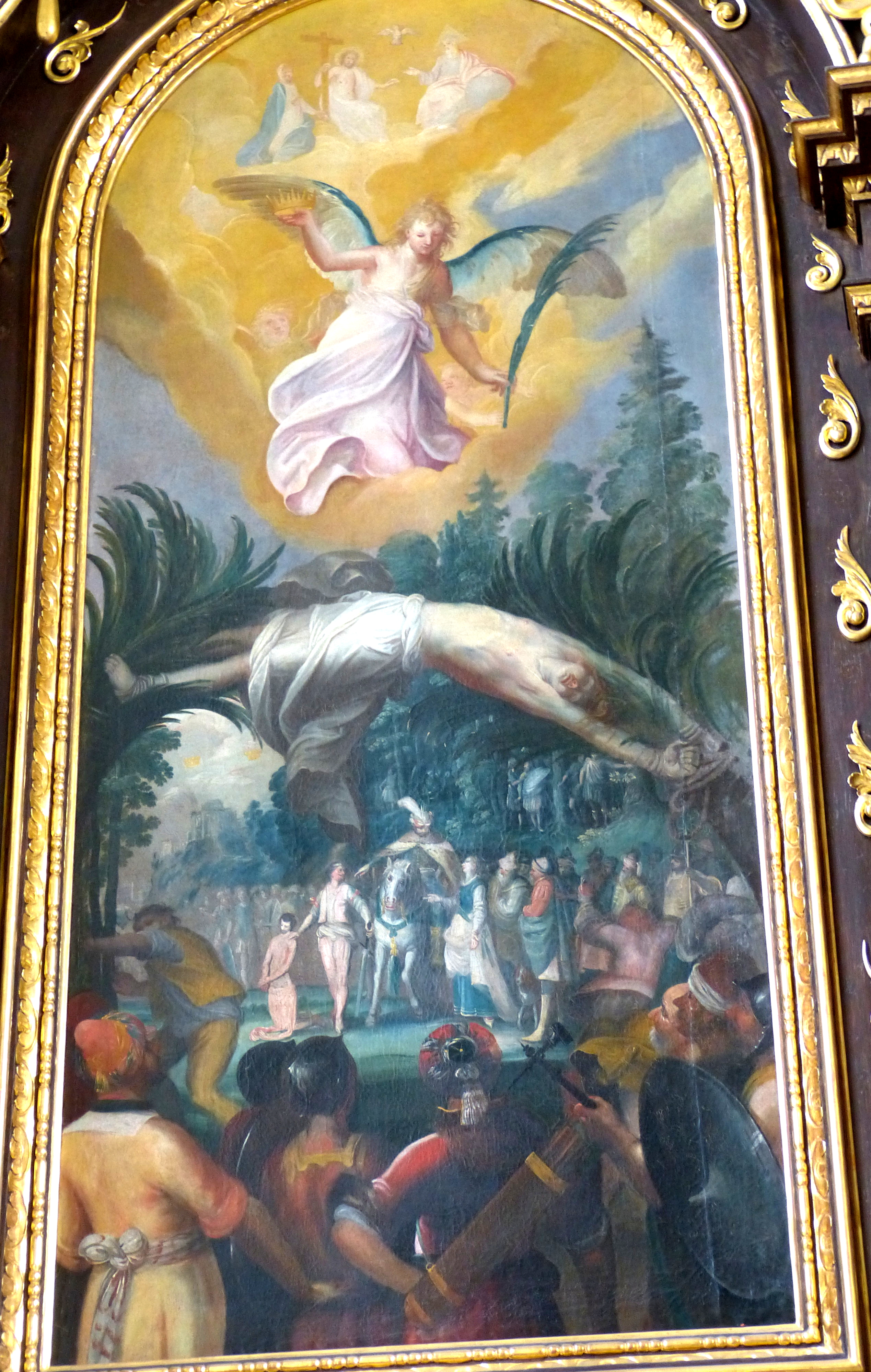
Mučednictví sv. Korony, Sammarei, Bavorsko
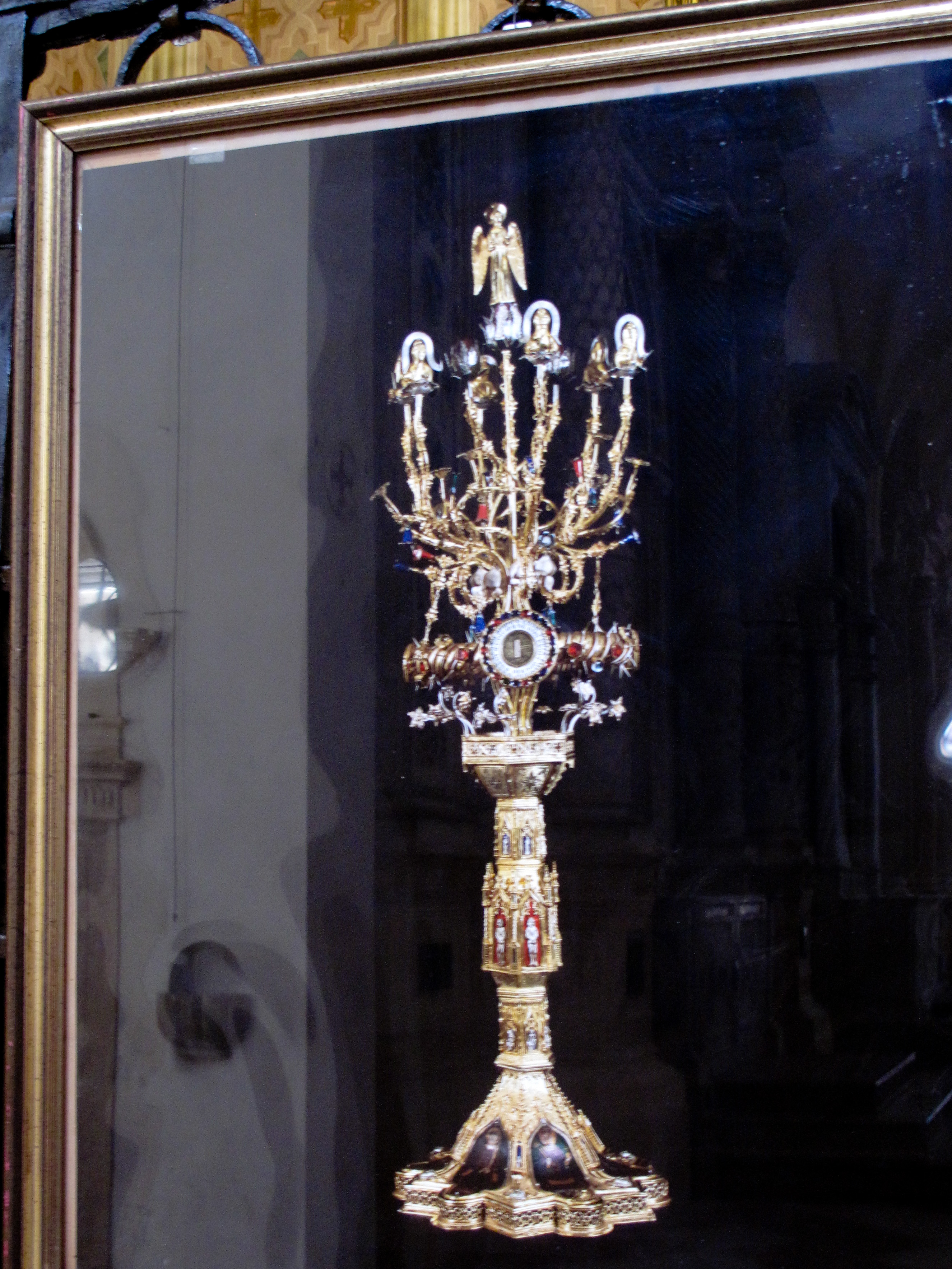
Relikviář sv. Korony, Vicenza
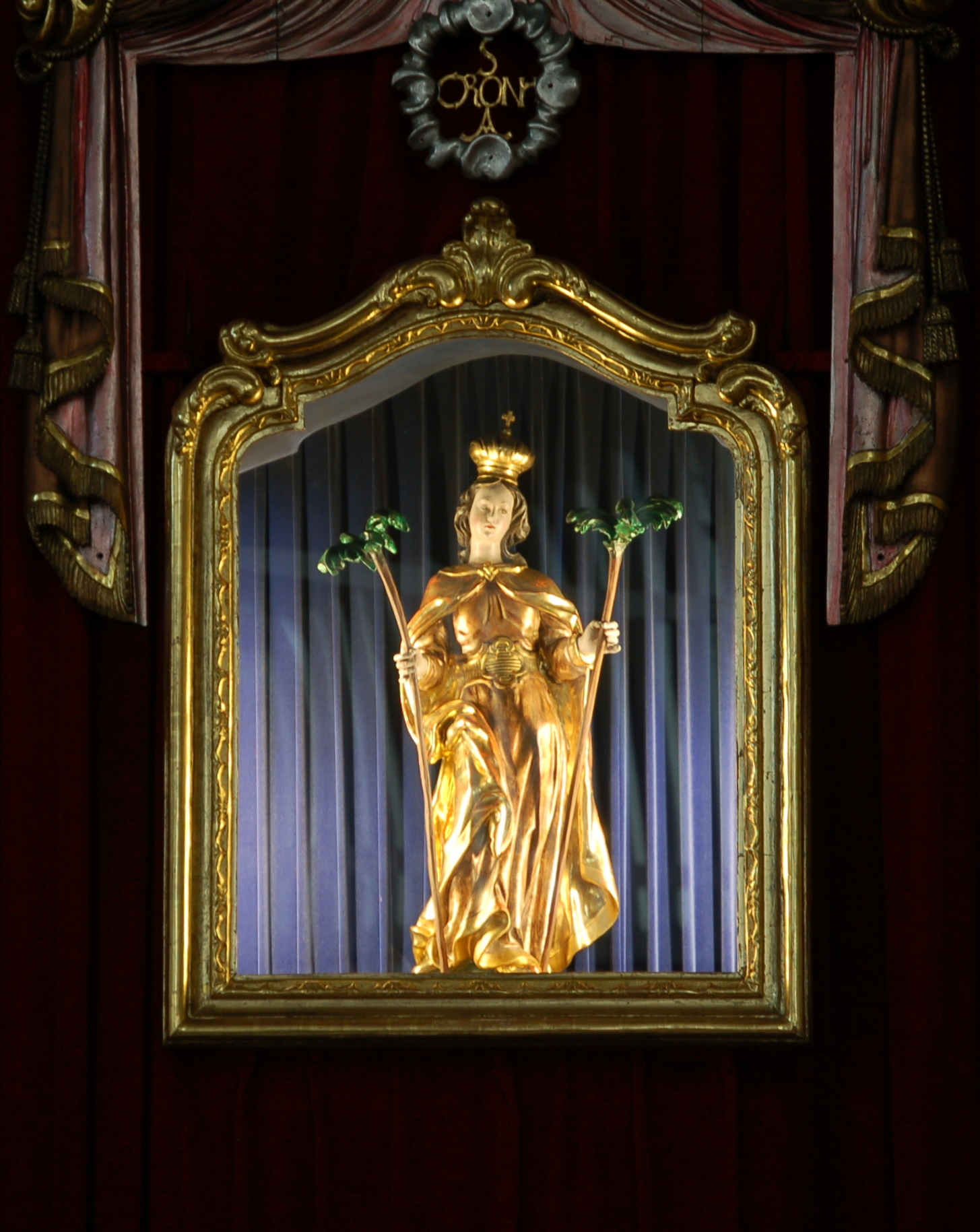
Sv. Korona mezi palmami, Chrám sv. Korony, Wechsel